# Atlas (ster)

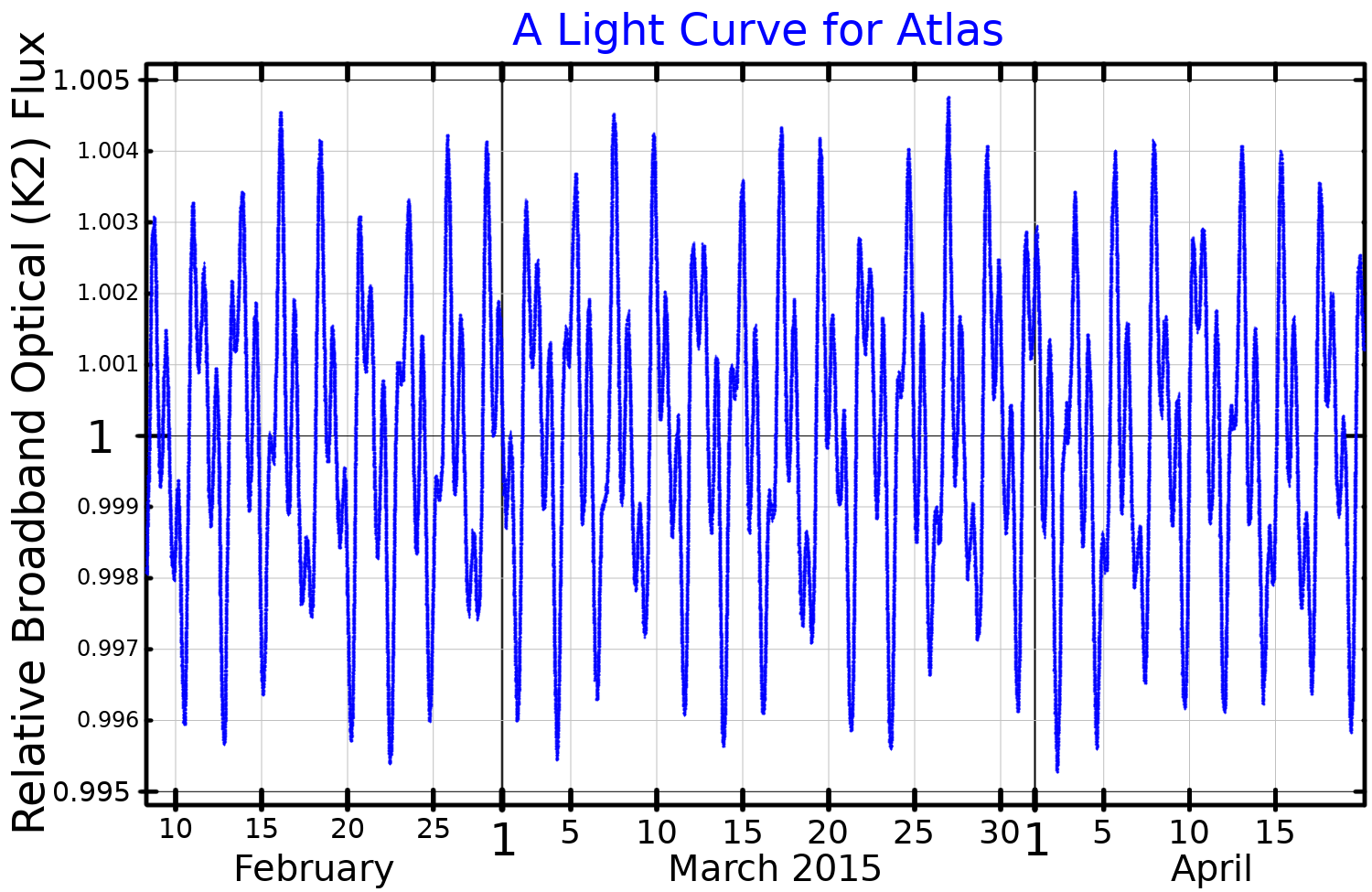
Lichtkromme van Atlas

Atlas (27 Tauri) is een ster in het sterrenbeeld Stier (Taurus).
De ster maakt deel uit van de sterrenhoop Pleiaden.